# Aavo Pikkuus
Aavo Pikkuus (Kapera, 23 november 1954), is een voormalig wielrenner uit de Sovjet-Unie.

## Carrière
Pikkuus won tijdens de Olympische Zomerspelen 1976 samen met zijn ploeggenoten de gouden medaille op de 100 kilometer ploegentijdrit.
Op de weg werd hij in 1972 en 1976 nationaal kampioen tijdrijden. Daarnaast won hij in zijn carrière de eindklassementen in de Ronde van de Sarthe en de Vredeskoers in 1977.

## Palmares

### Op de baan
| Jaar | WK             | Olympische Zomerspelen            |
| ---- | -------------- | --------------------------------- |
| 1975 | ploegentijdrit |                                   |
| 1976 |                | ploegentijdrit · 44e wegwedstrijd |
| 1977 | ploegentijdrit |                                   |
| 1978 | ploegentijdrit |                                   |

### Op de weg
1972
 Estisch kampioen tijdrijden, elite
1976
 Estisch kampioen tijdrijden, elite
1977
4e etappe (deel A) Ronde van de Sarthe (tijdrit)
Eindklassement Ronde van de Sarthe
1e (deel A. tijdrit) en 10e etappe Vredeskoers
Eindklassement Vredeskoers
1978
2e etappe Vredeskoers
1960: Trapè, Bailetti, Cogliati, Fornoni ·
1964: Zoet, Dolman, Karstens, Pieterse ·
1968: Zoetemelk, Den Hertog, Krekels, Pijnen ·
1972: Jardi, Komnatov, Lichatsjov, Sjoekov ·
1976: Tsjoekanov, Tsjaplygin, Kaminski, Pikkuus ·
1980: Kasjirin, Logvin, Sjelpakov, Jarkin ·
1984: Bartalini, Giovannetti, Poli, Vandelli ·
1988: Ampler, Kummer, Landsmann, Schur ·
1992: Dittert, Meyer, Peschel, Rich